# Supachai Panitchpakdi

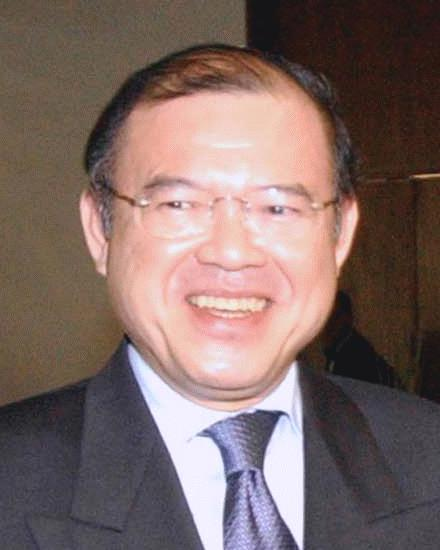
Supachai Panitchpakdi (2003)

Supachai Panitchpakdi (thailändisch ศุภชัย พานิชภักดิ์, RTGS: Supphachai Phanitchaphak; * 30. Mai 1946 in Bangkok) ist ein thailändischer Ökonom und Politiker (Demokratische Partei). Er war von 2002 bis 2005 Generaldirektor der Welthandelsorganisation (WTO). Von 2005 bis 2013 war er Generalsekretär der Konferenz der Vereinten Nationen für Handel und Entwicklung (UNCTAD).

## Leben

### Ausbildung
Supachai erhielt seine Ausbildung am St. Gabriel’s College und der Triam Udom School in Bangkok. Anschließend studierte er an der Netherlands School of Economics, der heutigen Erasmus-Universität Rotterdam, Ökonometrie mit Fokus auf Entwicklungsplanung. Er schloss mit einem Mastergrad ab. 1973 promovierte er im Bereich Personalplanung und -entwicklung. Sein Doktorvater war der Nobelpreisträger Jan Tinbergen.

### Karriere
1974 begann er für die Bank von Thailand, die thailändische Zentralbank, zu arbeiten. Er war in der Forschungsabteilung, in der Sparte internationale Finanzen und in der Abteilung für Bankenaufsicht tätig. 1986 wurde er als Mitglied der Demokratischen Partei ins Parlament gewählt. Ministerpräsident Prem Tinsulanonda berief ihn zum stellvertretenden Finanzminister. 1988 verließ er die Politik vorübergehend wieder und wurde Mitglied des Direktoriums und später Präsident der Thai Military Bank.
1992 kehrte er in die Politik zurück, wurde zum Senator ernannt sowie stellvertretender Ministerpräsident in der Regierung Chuan Leekpais. Sein Aufgabenfeld war die Wirtschafts- und Handelspolitik. In dieser Position vertrat er Thailand bei der Unterzeichnung des Marrakesch-Abkommens der Uruguay-Runde, das die WTO ins Leben rief. Außerdem war er an der Vertiefung der Asiatisch-pazifischen Wirtschaftskooperation (APEC), der ASEAN und des Asia-Europe Meetings (ASEM) beteiligt. 1995 bis 1997 war seine Partei in der Opposition. In der zweiten Regierung Chuan Leekpais war er wieder stellvertretender Ministerpräsident und außerdem Handelsminister.
Nach dem erneuten Regierungswechsel 2001 wurde er Gastprofessor am International Institute for Management Development (IMD) in Lausanne. In dieser Zeit verfasste er mehrere Bücher über Globalisierung und Welthandel. Als Nachfolger Mike Moores wurde er 2002 Generaldirektor der WTO. 2005 löste ihn Pascal Lamy ab. Seit 1. September 2005 hat er das Amt des Generalsekretärs der UN-Konferenz über Handel und Entwicklung (UNCTAD) inne. Nach dem Militärputsch in Thailand im September 2006 war er als möglicher Chef einer zivilen Übergangsregierung im Gespräch. Er blieb jedoch bei der UNCTAD. Die ASEAN zeichnete Supachai 2012 mit dem ersten großen Preis des Asia Cosmopolitan Awards aus. Am 1. September 2013 wurde er als UNCTAD-Generalsekretär von Mukhisa Kituyi aus Kenia abgelöst.

### Privates
Supachai ist verheiratet und hat einen Sohn und eine Tochter.

## Veröffentlichungen
- mit Mark Clifford: China and the WTO. Changing China, Changing World Trade. John Wiley & Sons, 2002
- mit P. Evans, G. Wang und E. Pernia: Outlook for China and the region. Institute of Southeast Asian Studies, 2002
- Globalization and Trade in the New Millennium. 2001
- Financial development in Thailand and other developing countries. 1985
- Educational Planning and Growth in Developing Countries. An empirical analysis. Dissertation, 1974